# 필 더 리듬 오브 코리아
필 더 리듬 오브 코리아(Feel the Rhythm of Korea)는 대한민국 정부기관 한국관광공사가 운영하는 마케팅 운동이다.
각 동영상에서 해당 국가의 하나 이상의 위치를 보여주며 많은 비디오에는 한국 전통 민속 음악을 현대적으로 각색한 내용이 담겨 있으며, 언론인, 가수, 무용수들이 상징적이거나 경치가 좋은 장소에서 공연을 보인다.